# Бургімахі
Бургімахі (рос. Бургимахи) — село Акушинського району, Дагестану Росії. Входить до складу муніципального утворення Сільрада Дубрімахінська.
Населення — 137 (2010).

## Населення
За даними перепису населення 2002 року в селі мешкало 97 осіб. У тому числі 45 (46,39 %) чоловіків та 52 (53,61 %) жінки.
Переважна більшість мешканців — даргинці (99 % від усіх мешканців). У селі переважає північнодаргинська мова.